# Беліков Олександр Олександрович
Олександр Олександрович Беліков (нар. 31 травня 1992, Бердянськ, Україна) — професійний український баскетболіст. Гравець баскетбольних клубів «Азовмаш» (2008-2009), «Хімік» (2009-2017), «Одеса» (2017-2019), «Черкаські Мавпи» (2019-2020), «Прометей» (з 2020 року).
Виступає за національну збірну України

## Титули
- чемпіон Суперліги: 2015
- чемпіон Суперліги: 2016
- чемпіон Суперліги: 2021
- володар Кубку України: 2016
- володар Суперкубку України: 2021